# Wahlenbergia tibestica
Wahlenbergia tibestica là loài thực vật có hoa trong họ Hoa chuông. Loài này được Quézel miêu tả khoa học đầu tiên năm 1957.